# Penicillidia actedona
Penicillidia actedona är en tvåvingeart som beskrevs av Oskar Theodor 1967. Penicillidia actedona ingår i släktet Penicillidia och familjen lusflugor. Inga underarter finns listade i Catalogue of Life.